# Moa (Verwaltungsbezirk)
Moa (Suaheli: Kata ya Moa) ist ein Verwaltungsbezirk des Distrikts Mkinga in der Region Tanga in Tansania. Der im äußersten Nordosten des Landes liegende Bezirk wird östlich vom Pemba-Kanal begrenzt. Die Bezirke Manza und Boma liegen im Süden. Die Bezirke Sigaya und Parungu Kasera liegen im Westen und der Bezirk Mayomboni im Norden. Laut der Volkszählung von 2022 hatte der Bezirk eine Bevölkerung von 7419.

## Verwaltung
Die Postleitzahl für Moa Ward ist 21517.  Die Gemeinde ist in folgende Stadtteile (sog. Mitaa) unterteilt:
- Bajo
- Kastamu
- Kigirini
- Kirui
- Lok
- Magumbani
- Makobeni
- Mbuluni
- Moa
- Mwaboza
- Mwagula
- Mwakamba
- Petukiza
- Voo
- Vuo „B“ Mwachala
- Zingibari

## Regierung
Der Bezirk verfügt, wie jeder andere Bezirk im Land, über lokale Regierungsbüros, die sich nach der betreuten Bevölkerung richten. Das Verwaltungsgebäude des Bezirks Moa beherbergt ein Gericht gemäß dem Ward Tribunal Act von 1988, einschließlich anderer wichtiger Abteilungen für die Verwaltung des Bezirks. Die Gemeinde verfügt über folgende Verwaltungseinrichtungen:
- Moa-Polizeistation
- Moa-Regierungsbüro (Afisa Mtendaji)
- Das Moa-Tribunal (Baraza La Kata) ist eine Abteilung im Ward Government Office

Im lokalen Regierungssystem Tansanias ist die Gemeinde die kleinste demokratische Einheit. Jede Gemeinde besteht aus einem Ausschuss von acht gewählten Ratsmitgliedern, zu denen ein Vorsitzender, ein angestellter Beamter (ohne Stimmrecht) und ein leitender Beamter gehören. Ein Drittel der Sitze ist für weibliche Stadträte reserviert.

## Demografie
Wie ein Großteil des Bezirks ist die Gemeinde der Stammsitz des Volkes der Digo und der Segeju.

## Bildung und Gesundheit

### Bildung
Die Gemeinde beherbergt diese Bildungseinrichtungen:
- Moa-Grundschule
- Zingibari-Grundschule
- Zingibari-Sekundarschule

### Gesundheitsfürsorge
Die Station beherbergt folgende Gesundheitseinrichtungen:
- Moa Gesundheitszentrum